# 葛城氏
葛城氏（かつらぎうじ/かずらきうじ）は、「葛城」を氏の名とする氏族。
古墳時代、大和葛城地方（現在の奈良県御所市・葛城市）に本拠を置いていた有力な古代在地豪族。武内宿禰（たけうちのすくね）の後裔とされる。五世紀を通じて仁徳天皇系の王統と密接な繋がりを有し、当時のヤマト王権において、もっとも有力な豪族として君臨していたが、六世紀前半ごろに没落した。
6世紀の氏姓制度成立以前において、「葛城」が本来的なウヂ名として存在したかについては疑問があり、ここでは従来の「葛城氏」の呼称を用いて便宜を図ることとする。

## 概要

### 系譜
葛城氏の始祖である葛城襲津彦（そつひこ）は、『古事記』には武内宿禰（孝元天皇の曾孫）の子の1人で、玉手臣・的臣（いくはのおみ）などの祖とされる。母は葛城国造の荒田彦の娘・葛比売。襲津彦以降の氏人としては、葦田宿禰・玉田宿禰・円大臣・蟻臣の名が知られ、その系譜は断片的に復元可能である（系図参照）。 ただ玉田宿禰については、『日本書紀』允恭紀が襲津彦の孫とする一方、雄略紀では子としていてる。 同様に円大臣についても、『公卿補任』は玉田宿禰の子とするが、『紀氏家牒』には葦田宿禰の子であることを示唆した記述があって、やはり互いに矛盾している。
神功皇后の母である葛城高顙媛も葛城系の支族であり始祖とする記述等も見受けられる。なお近年、葛城氏を北部の葦田宿禰系（葦田宿禰 ─ 蟻臣）と南部の玉田宿禰系（玉田宿禰 ─ 円大臣）の2系統に峻別して考える見解もある。

### 始祖・襲津彦の伝承
『紀氏家牒』によれば、襲津彦は「大倭国葛城県長柄里（ながらのさと。現在の御所市名柄）」に居住したといい、この地と周辺が彼の本拠であったと思われる。
襲津彦の伝承は、『日本書紀』の神功皇后摂政紀・応神天皇紀・仁徳天皇紀に記される。何れも将軍・使人として朝鮮半島に派遣された内容であるが、中でも特に留意されるのは、襲津彦の新羅征討を記す神功皇后摂政62年条であろう。本文はわずかだが、その分注には『百済記』を引用し、壬午年に新羅征討に遣わされた「沙至比跪（さちひく）」なる人物が美女に心を奪われ、誤って加羅を滅ぼすという逸話が紹介される。従来、この「沙至比跪」と襲津彦を同一人とし、『書紀』紀年を修正して干支2運繰り下げて、壬午年を382年と解釈すると、襲津彦は4世紀末に実在した人物であり、朝鮮から俘虜を連れ帰った武将として伝承化されている可能性などが指摘されてきた。
しかし「沙至比跪」の逸話が史実と見なせるかには疑問の余地があり、これを考慮すると、『書紀』の襲津彦像は総じて没個性的で、各々の記事間にも脈絡がほとんどない。
井上光貞は「襲津彦」とは「襲（ソ）の男」という意味で、熊襲の出身で葛城に土着した者か、大和の葛城の出身で熊襲征定に武勲のあったものであろうと推測している。

### 大王家と葛城氏
葛城氏の特徴として、5世紀の大王家との継続的な婚姻関係が挙げられる。記紀によれば、襲津彦の娘の磐之媛（いわのひめ）は仁徳天皇の皇后となり、履中・反正・允恭の3天皇を生み、葦田宿禰の娘の黒媛は履中天皇の妃となり、市辺押磐皇子などを生んだ。また、仁徳天皇に葛城部の設置を要請している。押磐皇子の妃で、顕宗天皇・仁賢天皇の母である荑媛（はえひめ、荑は草冠＋夷）は、蟻臣の娘とされる。さらに円大臣の娘の韓媛は雄略天皇の妃として、清寧天皇を儲けているから、仁徳より仁賢に至る9天皇のうち、安康天皇を除いた8天皇が葛城氏の娘を后妃か母としていることになる。
当時の王権基盤は未熟な段階にあり、大王の地位が各地域の首長から構成される連合政権の盟主に過ぎなかったことを考慮すれば、直木孝次郎の説くように、5世紀のヤマト政権はまさに「大王と葛城氏の両頭政権」であったと表現出来る。
塚口義信はヤマト王権内部の奈良盆地北部に拠点を置いた「佐紀政権」が４世紀末に内部分裂した際に反主流派だった応神天皇に味方したのが葛城氏、和邇氏、吉備氏（の前身集団）だったという。
この佐紀政権の内部分裂を応神が制した結果、主導勢力は佐紀から河内に移り、ヤマト王権はきわめて軍事的色彩の強い性格に変質し、従来の丹後方面からの大陸ルートより瀬戸内海経由の大陸ルートを重視し、大陸に積極的に進出したというのである。
葛城氏は５世紀を通じて大王家のもっとも重要な婚族であり、天皇家（大王家）外戚として巨大な勢力を有した。嫉妬深いことで有名な仁徳天皇の皇后・磐之媛は葛城襲津彦の娘で、彼女の尊大さと嫉妬深さが仁徳天皇を翻弄する様は単に性格の問題ではなく、彼女の実家の葛城氏の勢力の強大さも表していると見られる。

### 衰退と滅亡
『書紀』によれば、允恭天皇5年（416年）7月に地震があったが（最古の地震記事である）、玉田宿禰は先に先帝反正の殯宮大夫に任じられていたにもかかわらず、職務を怠って葛城で酒宴を開いていたことが露顕した。玉田は武内宿禰の墓に逃げたものの、天皇に召し出されて武装したまま参上。 これに激怒した天皇は兵卒を発し、玉田を捕えて誅殺させたのである。
ところが安康天皇3年（456年）8月、天皇が暗殺され、円大臣がその下手人である眉輪王を自宅に匿う事件が起きた。大泊瀬皇子（後の雄略）の軍によって宅を包囲された大臣は、大泊瀬皇子の要求に応じ、娘と「葛城の宅七区」（記に「五処の屯宅」）とを献上したが、王を引き渡さなかったため、皇子はこれを許さず、宅に火を放って円大臣・眉輪王らを焼殺した。
安康暗殺の背景に葛城氏が直接関与していた可能性も指摘されているが、生前の安康は押磐皇子に後事を託そうとしていたという記述（雄略即位前紀）からすれば、むしろ安康（允恭系）と押磐皇子（履中系）・葛城氏との間には王位継承に関する妥協が成立していて、このことに強く反発した大泊瀬皇子が安康を含む敵対勢力の一掃に踏み切ったと解釈することも出来る。
研究者の中には、一連の政変で滅びたのは玉田宿禰系のみであって、葦田宿禰系は5世紀末までしばらく勢力を存続させていたと主張する議論もみられる。
雄略天皇と葛城一言主大神のエピソードも雄略天皇が葛城を平定したことを表すとともに、それでもなお葛城の神を尊重しなければならないような状況だったことを示唆しているという。
雄略亡き後、即位した清寧天皇、顕宗・仁賢天皇も母方は葛城氏であり、葛城氏が雄略天皇に完全に滅ぼされたわけではなかったことがわかる。
水谷千秋は葛城北部に残存した葦田宿禰系の葛城氏が対抗勢力となって後世、継体天皇の大和入りを遅らせたと推測している。
応神天皇や仁徳天皇を含めた履中系の天皇は、外戚の葛城氏がその王統を支えており、葛城氏と婚姻を結んでいた吉備上道臣も含めて、畿内と吉備は連合共存の関係にあり、履中系の天皇の支持勢力となっていた。
しかし、吉備氏と葛城氏の結合は、葛城氏と血縁関係が遠い允恭系の天皇にとって脅威であった。そのため、允恭は葛城氏や吉備上道臣への牽制のために玉田宿禰を謀殺し、雄略天皇は円大臣を誅殺し葛城氏を没落させ、吉備下道前津屋をはじめとした吉備下道臣一族を滅ぼした。上道臣は雄略天皇のこの動きに不満を募らせたが、雄略天皇は吉備上道田狭を誅殺して上道臣を牽制した。
それに対して吉備稚媛や星川皇子、残された吉備氏は反乱を起こしたが、新興の軍事氏族である大伴氏や物部氏によって鎮圧された。

## 本拠地
推古天皇32年10月、蘇我馬子は「葛城縣者、元臣之本居也、故因其縣爲姓名」（葛城県（あがた）は、元臣（やつがれ）が本居（うぶすな）なり。故にその県に因りて姓名を為せり/葛城県は、私の元の本拠であり、これに因んだ姓名を付けております）と奏している。これにより、当時葛城県は天皇の所有地となっていたことがわかるが、葛城県が天皇所有となったのは、安康天皇3年に起こった、幼武尊による円大臣宅包囲の際に、贖罪として円大臣が「葛城宅七区（五処屯倉とも）」を献上したことに起因する。
この「葛城宅七区」は、葛城氏の本拠地である葛城高宮（後の葛上郡高宮郷、現在の御所市西佐味）のみならず、葛城御県神社のある葛下郡の一部と忍海郡、さらには葛上郡桑原郷（現在の御所市池之内あるいは朝町）や葛上郡佐味（現在の御所市西佐味・東佐味）も含まれていたと考えられる。
皇極紀元年是歳条にも「蘇我大臣蝦夷、己が祖廟を葛城の高宮に立てて、八ツラの舞をす」とあり、蘇我氏が葛城地方を自らの発祥の地と意識しており、蘇我氏がもと葛城氏の同族として、その配下にあったことを示唆している。
また、葛城氏に関すると推測されている地名に
- 御所市玉手にある満願寺の南方にある小字「玉田」（葛城襲津彦の子である玉田宿禰に関連するか）
- 御所市柏原にある小字「ツブラ」（玉田宿禰あるいは葦田宿禰の子である円大臣に関連するか）
- 北葛城郡上牧町にある地名「葦田（葦田原・葦田池）」と王寺町にある「芦田池」（葛城襲津彦の子である葦田宿禰に関連するか）
- 大和高田市にある地名「有井・有田・有脇」（葦田宿禰の子である蟻臣に関連するか）

がある。
上記の地名の付近には、葛城氏の古墳であると考えられている室宮山古墳や掖上鑵子塚古墳などが存在する。

## 蘇我氏との関係
蘇我氏は葛城氏の政治力や経済力、対朝鮮の外交ポストや渡来人との関係（4世紀から5世紀にかけて、葛城には葛城襲津彦が捕虜とした渡来人が居住しており製鉄作業に従事していた）、また大王家との婚姻関係などを継承したと考えられる。葛城氏は5世紀には皇后や妃、高い地位に上る人物を輩出し、対朝鮮半島関係（軍事行動と外交交渉）を担っていたという伝承を持っていた。これらが全て史実を伝えたものとは言えないが、葛城地方を地盤とした集団が5世紀の頃に大きな勢力を持っていたことは、複数の古墳や豪族居館の遺跡から容易に推測できる。しかし、玉田宿禰が允恭天皇に、円大臣が雄略天皇に滅ぼされている上に、6世紀において、5世紀に活躍した葛城氏の末裔と見られる人物は葛城烏那羅のみで、ほとんど姿を見せなくなってしまっている。考古学的見地からも、5世紀後半の新庄屋敷山古墳を最後として葛城地域に大型前方後円墳の築造は見られなくなる。持統天皇が691年に「其の祖等の墓記」を上進するように命じ、これが『日本書紀』の原史料になったのであるが、葛城氏はこの中に含まれていない。それにもかかわらずら葛城氏の氏族伝承や王統譜が『日本書紀』に記されているのは、葛城氏の後裔が存在していて、彼らが史料を提供したのであると推測でき、その集団こそが蘇我氏であったと考えられる。そして、葛城氏として残った者が僅かであったので、それらは顕著な活動を残すことができず、あたかも葛城氏が没落したかのように見えたのであると考えられる。
なお、『聖徳太子伝暦』では、聖徳太子が葛城寺を「蘇我葛木臣」に賜ったとされている。

## 葛城部と葛城郷
磐之媛が設置を要請した、葛城氏の部民である葛城部（葛木部）や、葛城部が設置されたと考えられる葛城郷（葛木郷）は、主に瀬戸内海沿いに分布している。葛城部や葛城郷が確認できるのは以下の地域である。
- 美作国間嶋郡
- 備前国赤坂郡葛木郷・上道郡幡多郷・邑久郡須恵郷・勝田郡
- 安芸国高宮郡・安芸国分寺
- 讃岐国山田郡海郷
- 伊予国温泉郡伊波田・伊予郡石田郷・越智郡石井郷
- 肥前国三根郡葛城郷

## 系図
|  |  | 孝元天皇                           | 孝元天皇                           | 孝元天皇                           | 孝元天皇                           | 孝元天皇                           | 孝元天皇                           |  |  | 彦太忍信命            | 彦太忍信命            | 彦太忍信命            | 彦太忍信命            | 彦太忍信命            | 彦太忍信命            |  |  | 屋主忍男武雄心命        | 屋主忍男武雄心命        | 屋主忍男武雄心命        | 屋主忍男武雄心命        | 屋主忍男武雄心命        | 屋主忍男武雄心命        |  |  | 武内宿禰                | 武内宿禰                | 武内宿禰                | 武内宿禰                | 武内宿禰                | 武内宿禰                |  |  |            |            |            |            |            |            |
|  |  | 孝元天皇                           | 孝元天皇                           | 孝元天皇                           | 孝元天皇                           | 孝元天皇                           | 孝元天皇                           |  |  | 彦太忍信命            | 彦太忍信命            | 彦太忍信命            | 彦太忍信命            | 彦太忍信命            | 彦太忍信命            |  |  | 屋主忍男武雄心命        | 屋主忍男武雄心命        | 屋主忍男武雄心命        | 屋主忍男武雄心命        | 屋主忍男武雄心命        | 屋主忍男武雄心命        |  |  | 武内宿禰                | 武内宿禰                | 武内宿禰                | 武内宿禰                | 武内宿禰                | 武内宿禰                |  |  |            |            |            |            |            |            |
|  |  |                                    |                                    |                                    |                                    |                                    |                                    |  |  |                       |                       |                       |                       |                       |                       |  |  |                         |                         |                         |                         |                         |                         |  |  |                         |                         |                         |                         |                         |                         |  |  |            |            |            |            |            |            |
|  |  |                                    |                                    |                                    |                                    |                                    |                                    |  |  |                       |                       |                       |                       |                       |                       |  |  |                         |                         |                         |                         |                         |                         |  |  |                         |                         |                         |                         |                         |                         |  |  |            |            |            |            |            |            |
|  |  | 葛城襲津彦                         | 葛城襲津彦                         | 葛城襲津彦                         | 葛城襲津彦                         | 葛城襲津彦                         | 葛城襲津彦                         |  |  | 玉田宿禰              | 玉田宿禰              | 玉田宿禰              | 玉田宿禰              | 玉田宿禰              | 玉田宿禰              |  |  | 円大臣                  | 円大臣                  | 円大臣                  | 円大臣                  | 円大臣                  | 円大臣                  |  |  | 韓媛 （雄略天皇妃）     | 韓媛 （雄略天皇妃）     | 韓媛 （雄略天皇妃）     | 韓媛 （雄略天皇妃）     | 韓媛 （雄略天皇妃）     | 韓媛 （雄略天皇妃）     |  |  |            |            |            |            |            |            |
|  |  | 葛城襲津彦                         | 葛城襲津彦                         | 葛城襲津彦                         | 葛城襲津彦                         | 葛城襲津彦                         | 葛城襲津彦                         |  |  | 玉田宿禰              | 玉田宿禰              | 玉田宿禰              | 玉田宿禰              | 玉田宿禰              | 玉田宿禰              |  |  | 円大臣                  | 円大臣                  | 円大臣                  | 円大臣                  | 円大臣                  | 円大臣                  |  |  | 韓媛 （雄略天皇妃）     | 韓媛 （雄略天皇妃）     | 韓媛 （雄略天皇妃）     | 韓媛 （雄略天皇妃）     | 韓媛 （雄略天皇妃）     | 韓媛 （雄略天皇妃）     |  |  |            |            |            |            |            |            |
|  |  | 〔生江氏〕 〔玉手氏〕 〔塩屋氏〕祖 | 〔生江氏〕 〔玉手氏〕 〔塩屋氏〕祖 | 〔生江氏〕 〔玉手氏〕 〔塩屋氏〕祖 | 〔生江氏〕 〔玉手氏〕 〔塩屋氏〕祖 | 〔生江氏〕 〔玉手氏〕 〔塩屋氏〕祖 | 〔生江氏〕 〔玉手氏〕 〔塩屋氏〕祖 |  |  | 磐之媛 （仁徳天皇后） | 磐之媛 （仁徳天皇后） | 磐之媛 （仁徳天皇后） | 磐之媛 （仁徳天皇后） | 磐之媛 （仁徳天皇后） | 磐之媛 （仁徳天皇后） |  |  | 毛媛 （吉備田狭妻）     | 毛媛 （吉備田狭妻）     | 毛媛 （吉備田狭妻）     | 毛媛 （吉備田狭妻）     | 毛媛 （吉備田狭妻）     | 毛媛 （吉備田狭妻）     |  |  |                         |                         |                         |                         |                         |                         |  |  |            |            |            |            |            |            |
|  |  |                                    | 〔生江氏〕 〔玉手氏〕 〔塩屋氏〕祖 | 〔生江氏〕 〔玉手氏〕 〔塩屋氏〕祖 | 〔生江氏〕 〔玉手氏〕 〔塩屋氏〕祖 | 〔生江氏〕 〔玉手氏〕 〔塩屋氏〕祖 | 〔生江氏〕 〔玉手氏〕 〔塩屋氏〕祖 |  |  | 磐之媛 （仁徳天皇后） | 磐之媛 （仁徳天皇后） | 磐之媛 （仁徳天皇后） | 磐之媛 （仁徳天皇后） | 磐之媛 （仁徳天皇后） | 磐之媛 （仁徳天皇后） |  |  | 毛媛 （吉備田狭妻）     | 毛媛 （吉備田狭妻）     | 毛媛 （吉備田狭妻）     | 毛媛 （吉備田狭妻）     | 毛媛 （吉備田狭妻）     | 毛媛 （吉備田狭妻）     |  |  |                         |                         |                         |                         |                         |                         |  |  |            |            |            |            |            |            |
|  |  |                                    |                                    |                                    |                                    |                                    |                                    |  |  | 葛城葦田宿禰          | 葛城葦田宿禰          | 葛城葦田宿禰          | 葛城葦田宿禰          | 葛城葦田宿禰          | 葛城葦田宿禰          |  |  | {{{蟻臣 }}}             | {{{蟻臣 }}}             | {{{蟻臣 }}}             | {{{蟻臣 }}}             | {{{蟻臣 }}}             | {{{蟻臣 }}}             |  |  | 荑媛 （市辺押磐皇子妃） | 荑媛 （市辺押磐皇子妃） | 荑媛 （市辺押磐皇子妃） | 荑媛 （市辺押磐皇子妃） | 荑媛 （市辺押磐皇子妃） | 荑媛 （市辺押磐皇子妃） |  |  |            |            |            |            |            |            |
|  |  |                                    |                                    |                                    |                                    |                                    |                                    |  |  | 葛城葦田宿禰          | 葛城葦田宿禰          | 葛城葦田宿禰          | 葛城葦田宿禰          | 葛城葦田宿禰          | 葛城葦田宿禰          |  |  | {{{蟻臣 }}}             | {{{蟻臣 }}}             | {{{蟻臣 }}}             | {{{蟻臣 }}}             | {{{蟻臣 }}}             | {{{蟻臣 }}}             |  |  | 荑媛 （市辺押磐皇子妃） | 荑媛 （市辺押磐皇子妃） | 荑媛 （市辺押磐皇子妃） | 荑媛 （市辺押磐皇子妃） | 荑媛 （市辺押磐皇子妃） | 荑媛 （市辺押磐皇子妃） |  |  |            |            |            |            |            |            |
|  |  |                                    |                                    |                                    |                                    |                                    |                                    |  |  |                       |                       |                       |                       |                       |                       |  |  | 黒媛 （履中天皇妃）     |                         |                         |                         |                         |                         |  |  |                         |                         |                         |                         |                         |                         |  |  |            |            |            |            |            |            |
|  |  |                                    |                                    |                                    |                                    |                                    |                                    |  |  |                       |                       |                       |                       |                       |                       |  |  |                         |                         |                         |                         |                         |                         |  |  |                         |                         |                         |                         |                         |                         |  |  |            |            |            |            |            |            |
|  |  |                                    |                                    |                                    |                                    |                                    |                                    |  |  | 腰裾宿禰              | 腰裾宿禰              | 腰裾宿禰              | 腰裾宿禰              | 腰裾宿禰              | 腰裾宿禰              |  |  | 〔下神氏〕              | 〔下神氏〕              | 〔下神氏〕              | 〔下神氏〕              | 〔下神氏〕              | 〔下神氏〕              |  |  |                         |                         |                         |                         |                         |                         |  |  |            |            |            |            |            |            |
|  |  |                                    |                                    |                                    |                                    |                                    |                                    |  |  | 腰裾宿禰              | 腰裾宿禰              | 腰裾宿禰              | 腰裾宿禰              | 腰裾宿禰              | 腰裾宿禰              |  |  | 〔下神氏〕              | 〔下神氏〕              | 〔下神氏〕              | 〔下神氏〕              | 〔下神氏〕              | 〔下神氏〕              |  |  |                         |                         |                         |                         |                         |                         |  |  |            |            |            |            |            |            |
|  |  |                                    |                                    |                                    |                                    |                                    |                                    |  |  | 戸田宿禰              | 戸田宿禰              | 戸田宿禰              | 戸田宿禰              | 戸田宿禰              | 戸田宿禰              |  |  | 〔的氏〕                | 〔的氏〕                | 〔的氏〕                | 〔的氏〕                | 〔的氏〕                | 〔的氏〕                |  |  |                         |                         |                         |                         |                         |                         |  |  |            |            |            |            |            |            |
|  |  |                                    |                                    |                                    |                                    |                                    |                                    |  |  | 戸田宿禰              | 戸田宿禰              | 戸田宿禰              | 戸田宿禰              | 戸田宿禰              | 戸田宿禰              |  |  | 〔的氏〕                | 〔的氏〕                | 〔的氏〕                | 〔的氏〕                | 〔的氏〕                | 〔的氏〕                |  |  |                         |                         |                         |                         |                         |                         |  |  |            |            |            |            |            |            |
|  |  |                                    |                                    |                                    |                                    |                                    |                                    |  |  | 熊道足禰              | 熊道足禰              | 熊道足禰              | 熊道足禰              | 熊道足禰              | 熊道足禰              |  |  | 〔忍海原氏〕 〔朝野氏〕 | 〔忍海原氏〕 〔朝野氏〕 | 〔忍海原氏〕 〔朝野氏〕 | 〔忍海原氏〕 〔朝野氏〕 | 〔忍海原氏〕 〔朝野氏〕 | 〔忍海原氏〕 〔朝野氏〕 |  |  |                         |                         |                         |                         |                         |                         |  |  |            |            |            |            |            |            |
|  |  |                                    |                                    |                                    |                                    |                                    |                                    |  |  | 熊道足禰              | 熊道足禰              | 熊道足禰              | 熊道足禰              | 熊道足禰              | 熊道足禰              |  |  | 〔忍海原氏〕 〔朝野氏〕 | 〔忍海原氏〕 〔朝野氏〕 | 〔忍海原氏〕 〔朝野氏〕 | 〔忍海原氏〕 〔朝野氏〕 | 〔忍海原氏〕 〔朝野氏〕 | 〔忍海原氏〕 〔朝野氏〕 |  |  |                         |                         |                         |                         |                         |                         |  |  |            |            |            |            |            |            |
|  |  |                                    |                                    |                                    |                                    |                                    |                                    |  |  | ◇                     | ◇                     | ◇                     | ◇                     | ◇                     | ◇                     |  |  | ◇                       | ◇                       | ◇                       | ◇                       | ◇                       | ◇                       |  |  | 菟上足尼                | 菟上足尼                | 菟上足尼                | 菟上足尼                | 菟上足尼                | 菟上足尼                |  |  | 〔穂国造〕 | 〔穂国造〕 | 〔穂国造〕 | 〔穂国造〕 | 〔穂国造〕 | 〔穂国造〕 |
|  |  |                                    |                                    |                                    |                                    |                                    |                                    |  |  | ◇                     | ◇                     | ◇                     | ◇                     | ◇                     | ◇                     |  |  | ◇                       | ◇                       | ◇                       | ◇                       | ◇                       | ◇                       |  |  | 菟上足尼                | 菟上足尼                | 菟上足尼                | 菟上足尼                | 菟上足尼                | 菟上足尼                |  |  | 〔穂国造〕 | 〔穂国造〕 | 〔穂国造〕 | 〔穂国造〕 | 〔穂国造〕 | 〔穂国造〕 |